# Prawosławni biskupi bielscy

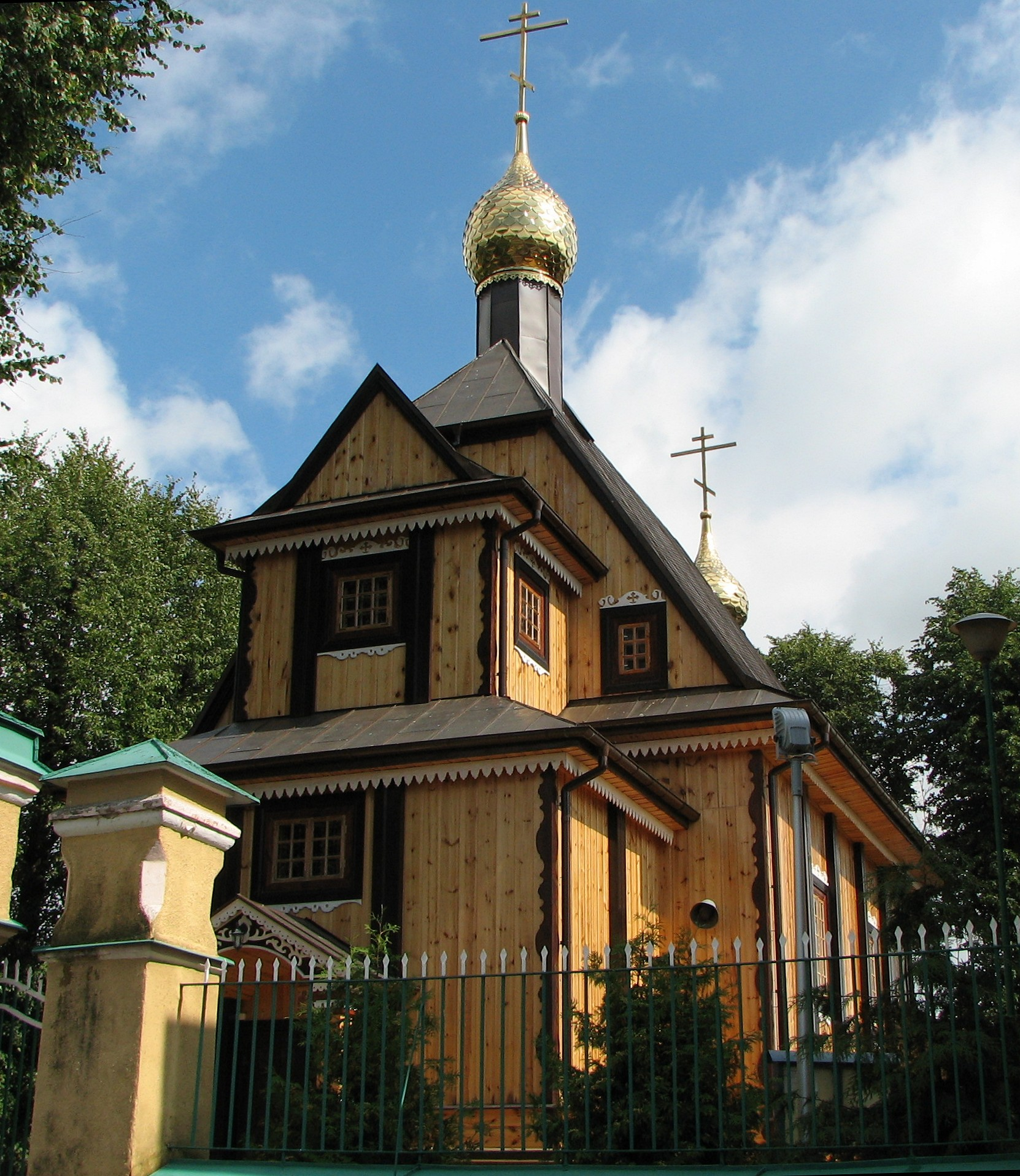
Cerkiew Preczystieńska w Bielsku – katedra biskupów bielskich

Biskupi bielscy – wikariusze diecezji warszawsko-bielskiej Polskiego Autokefalicznego Kościoła Prawosławnego:
- 1983 – bp Jeremiasz (Anchimiuk)
- 1998–2008 – bp Grzegorz (Charkiewicz)
- od 2017 – abp Grzegorz (Charkiewicz)